# فتى الكاراتيه (فلم 2010)
فتى الكاراتيه (بالإنجليزية: The Karate Kid) فيلم أمريكي وهو نسخة جديدة من سلسلة أفلام فتى الكاراتيه التي صدرت بالثمانينات، وهو من بطولة جاكي شان وجيدن سميث.
تم تصوير الفيلم في مدينة بكين عاصمة الصين ،بدأ التصوير شهر يوليو 2009 وانتهى 16 أكتوبر من نفس السنة، تم إصدار الفيلم في أمريكا يوم 11 يونيو 2010، لكنه صدر قبل ذلك بيوم في سنغافورة.

## القصة
يتعلم فتى يتعرض للمضايقة كيف يدافع عن نفسه بمساعدة عامل الصيانة الذي إتضح أنه يجيد الكونغ فو ببراعة. فيحقق الفتى نجاحا كبيرا ويتعلم بواسطة التدريبات الجادة والشاقة ويشارك في الدوري ويفوز.

## وصلات خارجية
- الموقع الرسمي
- مقالات تستعمل روابط فنية بلا صلة مع ويكي بيانات

لا توجد روابط لمواقع التواصل الاجتماعي.